# Frederick Chatfield
Frederick Chatfield (* 6. Februar 1801 in London; † 30. September 1872 in Brighton) war von 1834 bis 1852 der Konsul des Vereinigten Königreiches in Zentralamerika.

## Konsul in Zentralamerika
Chatfields Vorgesetzter war der Staatssekretär des Auswärtigen im Kabinett von Premierminister Charles Grey, 2. Earl Grey, Henry John Temple, 3. Viscount Palmerston.
Von 1834 bis 1852 repräsentierte Frederick Chatfield die britische Regierung und vertrat die Interessen der britischen Industrie in Zentralamerika. In den 1840er Jahren suchte er Investitionsschutz für britische Investoren und rief die Royal Navy, wenn er es notwendig erachtete Konzessionen zu erzwingen.
Sein Dienstsitz war in Guatemala-Stadt. Guatemala und Costa Rica waren Einflussbereich des Vereinigten Königreichs. Honduras, El Salvador und Nicaragua waren Einflussbereich der USA. José María Castro Madriz beantragte bei der Regierung ihrer Majestät Victoria (Vereinigtes Königreich) die Errichtung eines Protektorates über Costa Rica. Chatfield verhandelte über dieses Anliegen mit José Miguel Mora Porras, das Foreign and Commonwealth Office lehnte jedoch höflich ab.
Die britischen Interessen in Nicaragua wurden durch die Vice-Konsuln John Forster in El Realejo und Thomas Manning in León (Nicaragua) vertreten. Beide leiteten das größte Exportunternehmen. Es exportierte Brasilholz und Indigo und verfügten über ein Importmonopol über die Häfen der Pazifikküste. Die Händler aus dem Vereinigten Königreich liehen der nicaraguanischen Regierung Geld gegen das Tabakmonopol und die Einkünfte aus dem Zoll von El Realejo.
Frederick Chatfield unterstützte ursprünglich José Francisco Morazán Quezada, betrachtete 1838 das Projekt des Zentralamerikanischen Konföderation als gescheitert und unterstützte die aufstrebenden Führer der Partidos Conservadores
Im August 1840 erschien die Zeitung El Redactor Constitucional als Regierungsorgan von José Francisco Zelaya y Ayes, in welchem auf die Klagen von britischen Staatsbürgern im November 1840 eingegangen wurde, welche der britische Konsul, Frederick Chatfield vortrug.

## Miskito Protektorat
Francisco Ferrera erkannte am 16. Dezember 1843 auf Druck von Chatfield, Thomas Lowry Robinson als Monarch des britischen Protektorates Miskitoküste an.
Von Chatfield beraten, definierte im Juni 1847 Lord Palmerston die Grenzen des Königreichs Misquito, im Norden Cabo Gracias a Dios und im Süden Río San Juan. Das Vizekönigreich Neugranada sollte durch ein Gebiet an der Chiriqui Lagoon, welches Costa Rica zugeschlagen werden sollte, auf Abstand gehalten werden. Als nicaraguanische Truppen San Juan del Norte an der Mündung des Río San Juan besetzten, wurde sie durch eine britische Truppe, welche von Charles Edward Gray dem Gouverneur von Jamaika gesandt wurde, geschlagen. Nach Gray wurde Graytown benannt.

## Interozeanischer Kanal
1826 wurde der britische Ingenieur John Baily (1811–1850) von einem britischen Unternehmen beauftragt, eine Studie für eine transozeanische Verbindung über Nicaragua zu erstellen. 1837 und 1838 entwickelte Baily eine Projektstudie zum Nicaragua-Kanal mit einer Route von San Juan del Sur über den Nicaraguasee und dem Río San Juan für die nicaraguanische Regierung.
Im Februar 1840 besuchte der Vertraute von Martin Van Buren, John Lloyd Stephens Nicaragua. Er befragte John Baily, machte detaillierte Notizen über die Ergebnisse der Studie. Stephens verließ Nicaragua über El Realejo, wo er den einflussreichen Händler und britischen Vize-Konsul John Foster traf. John Forster informierte seinen Vorgesetzten Frederick Chatfield in Guatemala.
Chatfield wollte die Regierung von Honduras Juan Lindo unter Druck setzen, damit sie der britischen Regierung das Recht auf einen interozeanischen Kanal zusicherte. Er forderte von der honduranischen Regierung Schulden ein, welche die britische Regierung von britischen Bürgern aufgekauft hatte. Um Chatfield zu bremsen, überzeugte Ephraim George Squier, welcher Elisha Hise als US-Konsul in Zentralamerika im Juli 1849 in Nicaragua abgelöst hatte, die Regierung von Honduras die Insel El Tigre im Golf von Fonseca für 18 Monate unter US-Verwaltung zu stellen. In dieser Zeit hoffte Squier einen Kanalvertrag abzuschließen.
Chatfield befahl Kapitän James Aylmer Dorset Paynter von der HMS Gorgon (1837), El Tigre zu besetzen und darauf den Union Jack zu hissen. Dies geschah dann am 16. Oktober 1849.
Die Briten blieben auf der Insel, bis der britische Außenminister Palmerston im Februar 1850 im Rahmen der Verhandlungen zum Clayton-Bulwer-Vertrag die Besetzung missbilligte.
Chatfield ging 1852 in Pension.